# Placidus Brunschwiler
Placidus Brunschwiler (* 1589/1590 in Sirnach; † 1. Oktober 1672 in Fischingen TG) war in der Alten Eidgenossenschaft ein Benediktiner und Abt des Klosters Fischingen.
Brunschwiler wurde als Sohn des Johannes Brunschwiler (Bauer in Sirnach) und der Barbara Stanger geboren, sein Bruder Adam wurde 1628 Amtmann im Kloster Fischingen. In jungen Jahren trat er unter Abt Mathias Stehlin in das Benediktinerkloster Fischingen ein. Er studierte, ermöglicht durch die Unterstützung des Klosters, Theologie an der Universität Dillingen in Bayern. Er studierte auch in St. Gallen. Am 4. April 1615 erhielt er die Priesterweihe und arbeitete 1616 in Bichelsee als Pfarrer.
Von 1616 bis 1672 war er Abt von Fischingen. Er wurde am 15. September 1616 als Abt gewählt, da der vorhergehende Abt Stehlin nach mehreren Rügen zurücktreten musste: es wurde von Trinkgelagen mit anwesenden Frauen und Nicht-Einhalten der Klausur berichtet. Brunschwiler war zum Zeitpunkt der Wahl 27 Jahre alt. Er ging die weltliche und seelische Sanierung des Klosters energisch an, insbesondere auch, um die wirtschaftliche Situation des Klosters zu verbessern. In Brunschwilers Amtszeit festigte sich die innere Reform: Die Ämterstruktur wurde geändert (Mönche anstelle von Laien), Ausbildung und Wissenschaft wurden gefördert, Chorgebet und Liturgie vermehrt gepflegt. Die Zahl der Mönche stieg von 8 auf 26. Brunschwiler förderte das religiöse Leben auch durch die Gründung von Bruderschaften. Er sicherte die materielle Grundlage des Klosters durch gute Verwaltung und Bewirtschaftung der Güter, sowie durch geschickte Neuerwerbungen, z. B. 1629 die Herrschaft Spiegelberg bei Lommis.

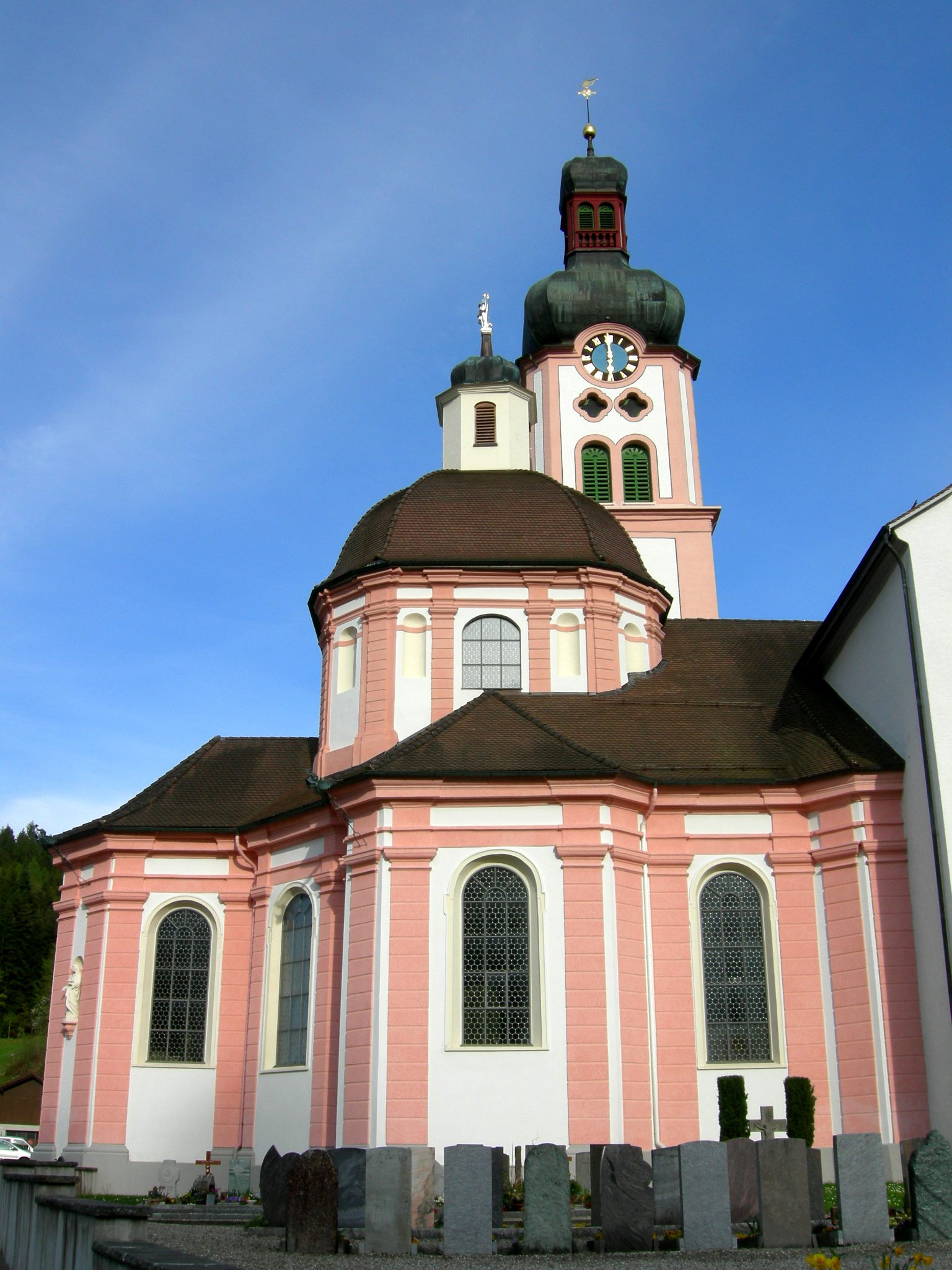
Iddakapelle am Kloster Fischingen

Er entfaltete eine rege Bautätigkeit: Er liess die  Kirchen in den Klosterpfarreien renovieren. 1625 wurde die Iddakapelle vergrössert, und 1627 wurde das Schloss Bettwiesen auf der Höhe eines Weinbergs als Sommerresidenz des Abtes und Rückzugsort während der Ausbrüche der Pest erbaut. 1635 folgten Neubauten von Abtshaus, Gästehaus, Krankenhaus und Mühle und von 1640 bis 1642 der Bau der Pilgerkapelle St Margarethen.
Abt Brunschwiler legte am 8. September 1672 sein Amt nieder und verstarb im Alter von 87 Jahren. Er wurde in der Michaelskapelle des Klosterfriedhofs bestattet. Seine Gebeine wurden nach der umfassenden Umgestaltung der Iddakapelle in die Gruft der Kapelle umgebettet.